# Cambre (Malpica de Bergantiños)
Cambre (llamada oficialmente San Martiño de Cambre) es una parroquia del municipio de Malpica de Bergantiños, en la provincia de La Coruña, Galicia, España.

## Entidades de población
Entidades de población que forman parte de la parroquia:
- Aviño
- A Xesteira
- Cambre
- Bicerrán
- Escras
- Leixoada
- Loutoño

## Demografía
| Gráfica de evolución demográfica de Cambre entre 2000 y 2018 |
|                                                              |
| Población de derecho según el padrón municipal del INE       |